# Schweiz (Landschaftsbezeichnung)
Weltweit gibt es die Bezeichnung Schweiz in Namen von Landschaften (Choronymika, Raumnamen) und anderen Landschaftsobjekten.

## Grundlagen

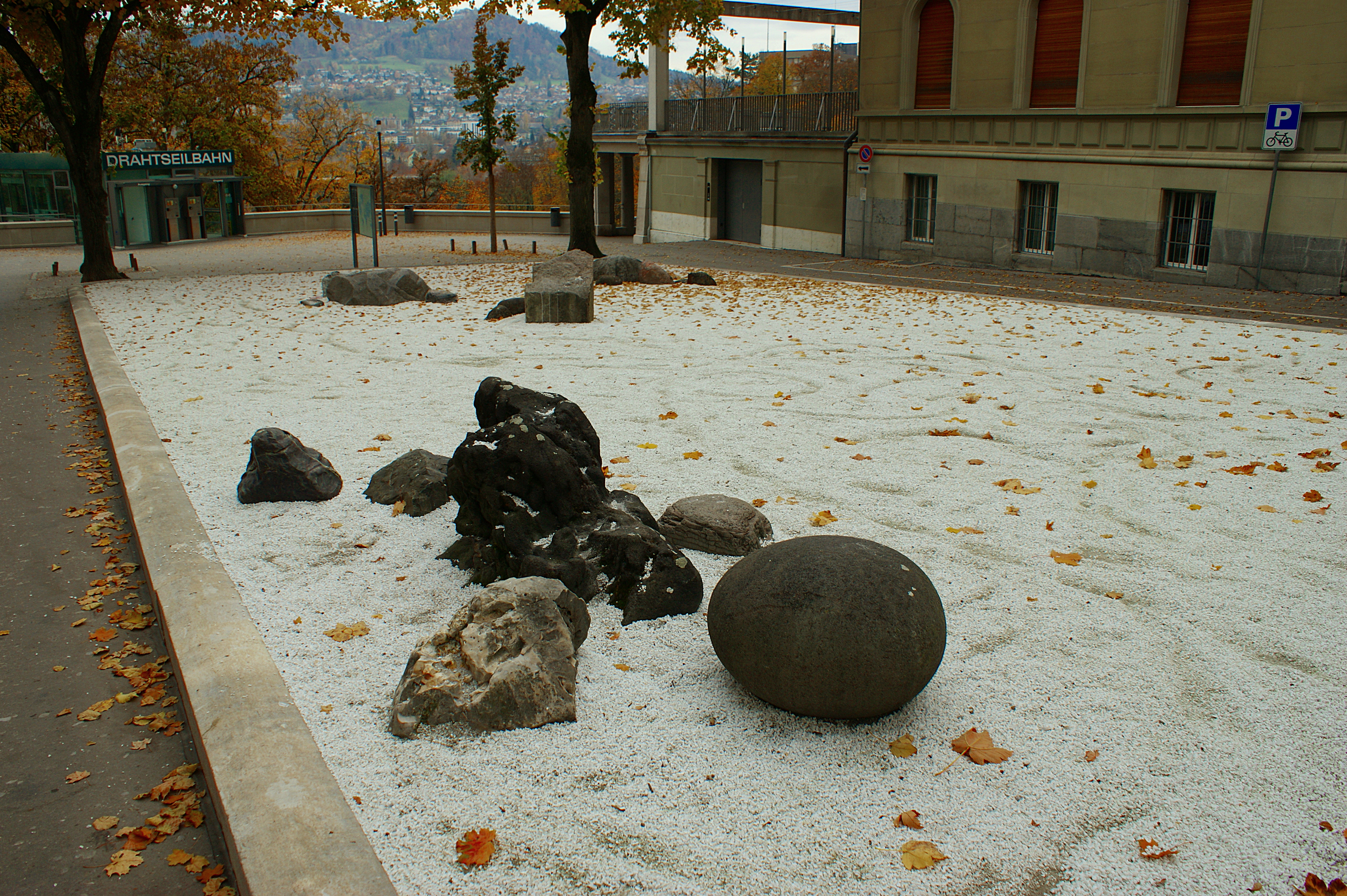
Der Steingarten «Das Gleichgewicht der Dinge» neben der Marzilibahn in Bern von George Steinmann ist eine künstlerische Interpretation der über die ganze Erde verteilten Schweizen.

Die Bezeichnung Schweiz gibt es über 250 Mal, davon weit über 100 allein in Deutschland. Die von Schweiz Tourismus, der nationalen Marketing- und Verkaufsorganisation der Schweiz, publizierte Übersicht – eine Tafel neben dem Schweizer Bundeshaus aus dem Jahr 1992 – weist hingegen lediglich 191 Bezeichnungen weltweit auf. Die Neue Zürcher Zeitung hat 233 Verwendungen gezählt. Philippe Frei zählt in seiner Studie insgesamt 540 Schweiznachbenennungen.
Oftmals wurde in der Zeit der Romantik eine ansprechende, topografisch bewegte Landschaft mit „Schweiz“ überhöht. Verschiedene Tourismusregionen wählten – unabhängig von ihrer Topografie – den Zusatz „Schweiz“ aus Marketinggründen, steht die Bezeichnung doch auch allgemein für landschaftliche Schönheit, Wohlstand und ein gut organisiertes Staatswesen. Auch Schweizer Auswanderer verweisen auf diese Weise auf ihre Heimat. Der in Dresden wirkende Kunstmaler Adrian Zingg beispielsweise fühlte sich im Elbsandsteingebirge an die Berge des schweizerischen Jura erinnert.
Die Inflation des Begriffs beschreibt schon Theodor Fontane; in seinen Wanderungen durch die Mark Brandenburg spottet er über die Mode seiner Zeit, hügelige Seenlandschaften mit dem Synonym des Berglandes zu belegen:

„Die Schweize werden jetzt immer kleiner, und so gibt es nicht bloß mehr eine Märkische, sondern bereits auch eine Ruppiner Schweiz.“

Ironisch-politisch meinte Friedrich Dürrenmatt: „Die Welt wird entweder untergehen oder verschweizern.“
Am 22. September 1992 wurde neben dem Bundeshaus in Bern ein Steingarten des Berner Künstlers und Bluesmusikers George Steinmann namens Das Gleichgewicht der Dinge eingeweiht. Er enthält 44 Steine, die aus Regionen auf fünf Kontinenten stammen, welche den Ausdruck „Schweiz“ in ihrem Namen tragen.

## Liste von Regionsbezeichnungen

### Deutschland

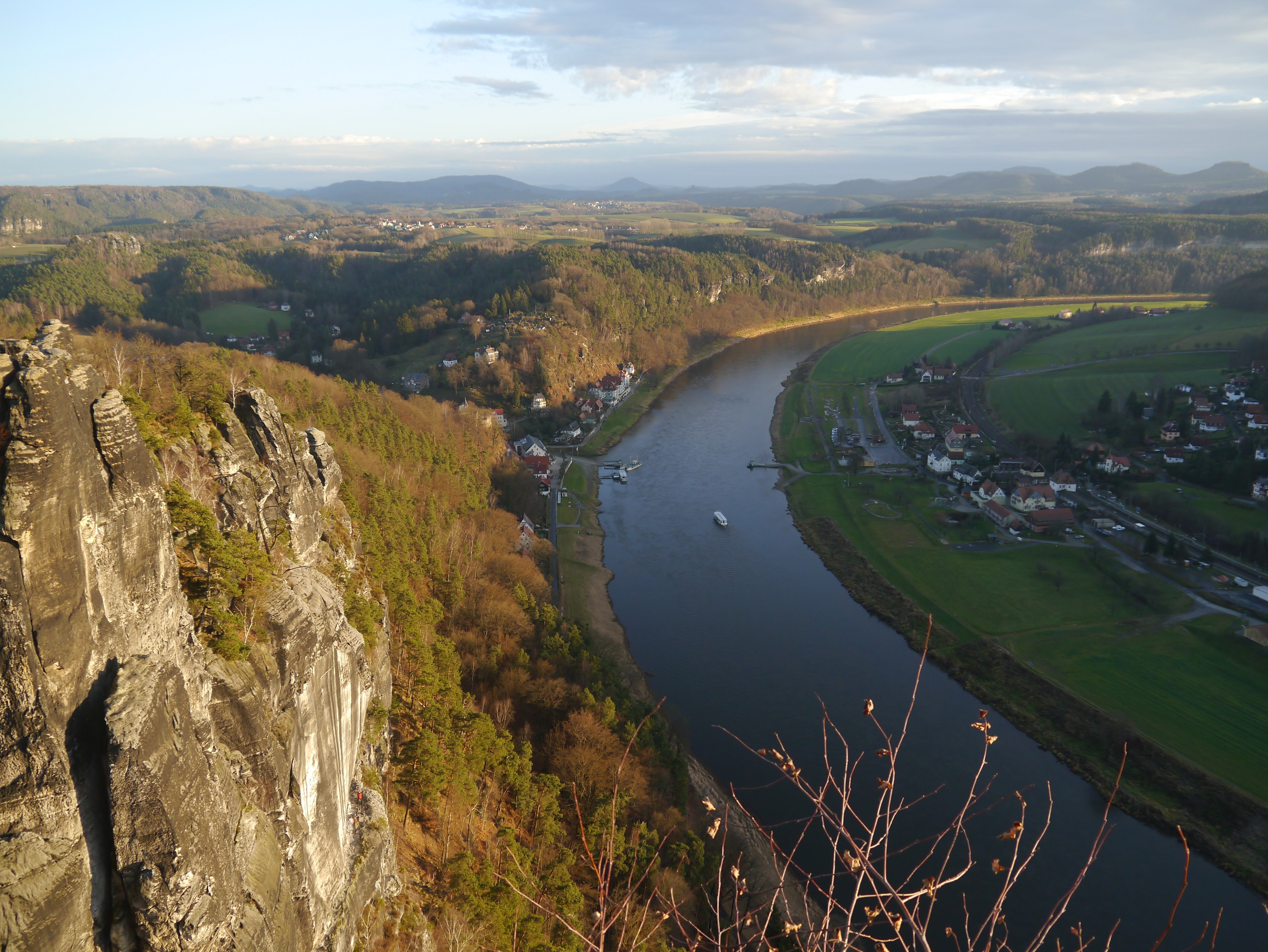
Sächsische Schweiz

#### Baden-Württemberg
1. Kleine Schweiz (westlich von Ebersbach a.d. Fils)
2. Neuffener Schweiz (bei Neuffen auf der Schwäbischen Alb, hier spielt die Sage vom Blaumännle)[8]
3. Neuenheimer Schweiz (bei Heidelberg im Odenwald)

#### Bayern
1. Fränkische Schweiz (das Gebiet zwischen Bamberg, Bayreuth und Erlangen)
2. Haibacher Schweiz (bei Haibach im Spessart)
3. Hersbrucker Schweiz (bei Hersbruck in Franken)

#### Berlin
1. Schweiz, im 19. Jahrhundert angelegter Bergpark in der Villenkolonie Alsen in Berlin-Wannsee[9]
2. Tempelhofer Schweiz (rund um den Alboinplatz)

#### Brandenburg
1. Berliner Schweiz (Hügel bei Gosen)
2. Bucksche Schweiz (bei Hohenbocka)
3. Calauer Schweiz (bei Calau)
4. Märkische Schweiz (auf dem östlichen Barnim und um Buckow)
5. Ruppiner Schweiz (zwischen Neuruppin und Rheinsberg)
6. Tzschetzschnower Schweiz bei Frankfurt (Oder)
7. Woltersdorfer Schweiz, auch als „Kleinste Schweiz“ bezeichnet (Fuchsberge bei Woltersdorf)

#### Bremen
1. Bremer Schweiz

#### Hamburg
1. Stellinger Schweiz (eig. Stellinger Feldmark in Hamburg-Stellingen)

#### Hessen
1. Flörsheimer Schweiz (zwischen Flörsheim a. M., Hochheim und Wicker im Main-Taunusvorland)
2. Hessische Schweiz (nahe Eschwege in der Gobert)
3. Hinterländer Schweiz bei Gladenbach
4. Nassauische Schweiz (um Eppstein im Taunus)
5. Maibacher Schweiz (bei Usingen)
6. Örksche Schweiz (an der Orke zwischen Dalwigksthal und Niederorke sowie das Heimbach-Nebental bei Fürstenberg), siehe Ostsauerländer Gebirgsrand
7. Waldeckische Schweiz, bezeichnet eigentlich die Örksche Schweiz, wird aber von Lichtenfels als Synonym zur kompletten Gemeinde vermarktet

#### Mecklenburg-Vorpommern
1. Mecklenburgische Schweiz (bei Teterow nördlich der Mecklenburgischen Seenplatte)
2. Rostocker Schweiz (bei Rostock)
3. Usedomer Schweiz (im südöstlichen Teil Usedoms)
4. Vorwerker Schweiz (bei Demmin)

#### Niedersachsen
1. Borgloher Schweiz (bei Osnabrück)
2. Borsteler Schweiz (bei Bispingen, Heidekreis)[10]
3. Clenzer Schweiz (zwischen Satkau und Clenze im Wendland)
4. Dammer Schweiz (bei Oldenburg)
5. Emener Schweiz (zwischen Haren-Emen und Hilter)
6. Garbsener Schweiz (im Leinetal bei Hannover)
7. Gifhorner Schweiz (bei Gifhorn)
8. Heidberger Schweiz (in Lilienthal bei Bremen)[11]
9. Hoheescher Schweiz (bei Friedeburg in Ostfriesland)
10. Honerdinger Schweiz (im Böhmetal östlich von Walsrode)
11. Horster Schweiz (bei Friedeburg in Ostfriesland)
12. Ischenröder Schweiz (bei Ischenrode im südlichen Niedersachsen)
13. Klinter Schweiz (im Land Hadeln bei Cuxhaven)
14. Lopauer Schweiz (beiderseits der Lopau in der Lüneburger Heide, siehe Abschnitt in Hohe Heide)
15. Lüneburger Schweiz (bei Bockelsberg/Deutsch Evern)
16. Meppener Schweiz (im Emsland)
17. Niedergrafschafter Schweiz (bei Uelsen im westlichen Niedersachsen)
18. Rühler Schweiz (bei Rühle, Weserbergland)
19. Schmessauer Schweiz (bei Göhrde bei Lüneburg)
20. Velpker Schweiz (in Velpke bei Wolfsburg)

#### Nordrhein-Westfalen
1. Amshausener Schweiz (bei Steinhagen, Kreis Gütersloh)
2. Anholter Schweiz (bei Anholt (Isselburg), Kreis Borken)
3. Ascheloher Schweiz (bei Halle (Westf.), Kreis Gütersloh)
4. Bedburger Schweiz (bei Bedburg, Rhein-Erft-Kreis)
5. Bergische Schweiz (bei Overath im Bergischen Land)
6. Caller Schweiz (bei Meschede/Arnsberg im Sauerland)
7. Dahler Schweiz (bei Hagen, Volmetal, Sauerland)
8. Dürener Schweiz (zwischen Witten, Bochum und Dortmund)
9. Elfringhauser Schweiz (bei Hattingen an der Ruhr, nahe Wuppertal)
10. Fröndenberger Schweiz (bei Fröndenberg-Bausenhagen)
11. Gohfelder Schweiz (bei Löhne im Stadtteil Gohfeld)
12. Gütersloher Schweiz (bei Gütersloh im Tal der Ems)
13. Hausberger Schweiz (bei der Porta Westfalica an der Weser)
14. Haustenbecker Schweiz (in der Senne)
15. Hinsbecker Schweiz (das Naturschutzgebiet von Nettetal-Hinsbeck am linken Niederrhein)
16. Lippische Schweiz (bei Detmold)
17. Materborner Schweiz (bei Kleve)
18. Meinberger Schweiz (bei Bad Meinberg im Kreis Lippe)
19. Myhler Schweiz (bei Wassenberg)
20. Nahmer Schweiz (bei Hagen-Hohenlimburg am Nordrand des Sauerlandes)
21. Nippeser Schweiz, aufgeschütteter und bepflanzter Trümmerhügel in Köln
22. Oeynhauser Schweiz (in Bad Oeynhausen)
23. Oldendorfer Schweiz (in Preußisch Oldendorf, Kreis Minden-Lübbecke im Wiehengebirge)
24. Padberger Schweiz (bei Padberg in der Stadt Marsberg, Hochsauerlandkreis)
25. Resser Schweiz in Gelsenkirchen-Resse[12]
26. Seppenrader Schweiz (bei Seppenrade, Kreis Coesfeld)
27. Sonsbecker Schweiz (bei Sonsbeck)
28. Spradower Schweiz (in Bünde)
29. Stromberger Schweiz (bei Lippstadt)
30. Westfälische Schweiz (an der Lenne bei Nachrodt-Wiblingwerde)
31. Wittener Schweiz (an der Ruhr)
32. Wittgensteiner Schweiz nahe Teiche (bei Bad Berleburg)

#### Rheinland-Pfalz
1. Altlayer Schweiz (nahe beim Flughafen Hahn im Hunsrück)
2. Bernkasteler Schweiz (bei Bernkastel-Kues an der Mosel)
3. Bockenauer Schweiz (bei Bad Kreuznach, Ellertal)
4. Briedeler Schweiz (an der Mosel)
5. Briederner Schweiz (zwischen Beilstein und Briedern an der Mosel)
6. Kollesleuker Schweiz (im Leukbachtal südlich von Trier)
7. Kroppacher Schweiz (im Nistertal/Westerwald)
8. Mehringer Schweiz an der Mittelmosel
9. Niederfeller Schweiz (bei Mayen)
10. Rheinhessische Schweiz (bei Alzey in Rheinhessen)
11. Schönecker Schweiz (bei Prüm und Schönecken in der Eifel)
12. Strohner Schweiz (bei Daun und Strohn in der Eifel)
13. Trarbacher Schweiz (bei Traben-Trarbach an der Mosel)
14. Trierer Schweiz, ältere Bezeichnung für Gebiete der Stadt Trier links der Mosel
15. Trimbser Schweiz (bei Trimbs in der Eifel)
16. Unkeler Schweiz (am Rhein bei Bonn)

#### Saarland
1. Keuchinger Schweiz (bei Mettlach im Saarland)
2. Saarländische Schweiz (bei Mettlach)

#### Sachsen
1. Garsebacher Schweiz (an der Triebisch bei Meißen)
2. Hartmannsdorfer Schweiz (bei Hartmannsdorf im Osterzgebirge)
3. Hetzdorfer Schweiz (im Flöhatal[13])
4. Hohburger Schweiz (bei Hohburg in der Leipziger Tieflandsbucht)
5. Mittweidaer Schweiz (bei Mittweida in Mittelsachsen)
6. Rödlitzer Schweiz (bei Lichtenstein/Sa. im Landkreis Zwickau)
7. Sächsische Schweiz (der deutsche Teil des Elbsandsteingebirges)
8. Vogtländische Schweiz (bei Plauen)
9. Wolkensteiner Schweiz (bei Wolkenstein im Erzgebirge, im Zschopautal)

Zudem durchfließt die Chemnitz bei Taura das Schweizerthal.

#### Sachsen-Anhalt
1. Altmärkische Schweiz (bei Zichtau in der Altmark)
2. Darlingeröder Schweiz (bei Darlingerode im Harz)
3. Gniester Schweiz (bei Kemberg)
4. Jerichower Schweiz im  Fläming
5. Mosigkauer Schweiz (bei Dessau-Roßlau)
6. Törtener Schweiz (Urstromtalhang der Mulde im Stadtgebiet von Dessau-Roßlau)
7. Markwerbener Schweiz (Höhenzug am Flussufer der Saale im Stadtgebiet von Weißenfels)
8. Muttlauer Schweiz (in Langendorf)
9. Hohendorfer Schweiz (bei Neugattersleben)[14]

#### Schleswig-Holstein
1. Dithmarscher Schweiz (bei Welmbüttel, Kreis Dithmarschen)
2. Eiderschweiz (bei Kiel/Westensee)
3. Holsteinische Schweiz (Hügelland Ostholsteins und Plöns)
4. Pönitzer Schweiz (bei Eutin)
5. Stormarnsche Schweiz (im Kreis Stormarn)

#### Thüringen
1. Badraer Schweiz (bei Badra im südlichen Harz)
2. Fehrenbacher Schweiz (bei Fehrenbach im Thüringer Wald)
3. Gießübeler Schweiz (bei Schleusegrund)
4. Rüdigsdorfer Schweiz (bei Nordhausen)
5. Schlechtsarter Schweiz (bei Hildburghausen)
6. Suhler Schweiz (in Suhl)
7. Utenbacher Schweiz (bei Apolda)
8. Wiesenthaler Schweiz (bei Wiesenthal)

### Österreich
1. Kleine Schweiz (Gmünd, Kärnten)
2. Rosentaler Schweiz (an der Drau, Südkärnten)
3. Schweizklamm (bei Neumarkt, Obersteiermark)
4. Nexinger Schweiz (Nexing bei Mistelbach, Niederösterreich)

### Belgien, Niederlande, Luxemburg
1. Klein Zwitserland (Zwalm, Belgien)
2. Petite Suisse (im Norden von Brüssel, Belgien)
3. Petite Suisse (Dochamps, Belgien)
4. Petite Suisse (Vresse-sur-Semois, Belgien)
5. Suisse (Saint-Gilles/Sint-Gillis bei Brüssel, Belgien)
6. Klein Zwitserland (Den Haag, Niederlande)
7. Klein Zwitserland (Wittem, Niederlande)
8. Klein Zwitserland (Schoorl-Bergen, Niederlande)
9. Klein Zwitserland (Wijk aan Zee, Niederlande)
10. Klein Zwitserland (Houthem-St. Gerlach, Niederlande)
11. Klein Zwitserland (Slenaken, Niederlande)
12. Klein Zwitserland (Nijmegen, Niederlande)
13. Klein Zwitserland (Holterberg-Holten, Niederlande)
14. Klein Zwitserland (Putten, Niederlande)
15. Klein Zwitserland (Geulhem, Niederlande)
16. Klein Zwitserland (Bergen op Zoom, Niederlande)
17. Klein Zwitserland (Amersfoort, Niederlande)
18. Klein Zwitserland (Rhenen, Niederlande)
19. Niederländische Schweiz (Südlimburg westlich von Aachen, Niederlande)
20. Kleine Luxemburger Schweiz (La petite Suisse) (bei Echternach im Osten von Luxemburg)

### Frankreich
1. La petite Suisse (bei Bousignies-sur-Roc in der Champagne)
2. La petite Suisse (das Val Joly bei Maubeuge)
3. La petite Suisse du Nord (im Avesnois)
4. La petite Suisse haut-marnaise (bei Joinville)
5. La petite Suisse lorraine Zwischen Dieulouard und Manonville Lothringen
6. La Suisse (Cerdon im Departement Ain)
7. La Suisse corse (auf Korsika)
8. Normannische Schweiz (die Bocage bei Caen in der Normandie)
9. Elsässische Schweiz (Täler der Nordvogesen)

### Großbritannien, Irland
1. Little Switzerland (Hebden Bridge, West Yorkshire)
2. Little Switzerland (bei Hull)
3. Little Switzerland (in den Pennines)
4. Swiss Court (in London)
5. Swiss Jura (im Peak District)
6. Switzerland of Ireland (Carlow, Irland)

### Italien
1. Gallitzer Schweiz (bei Tarvis-Coccau, Friaul-Julisch Venetien)
2. Pesciatinische Schweiz (Svizzera pesciatina, die Landschaft nördlich der toskanischen Stadt Pescia)
3. Piccola Svizzera (Cava de’ Tirreni bei Salerno)
4. Piccola Svizzera (Villaggio Mancuso in der Sila Piccola)
5. Piccola Svizzera di Ischia (Casamicciola auf Ischia)
6. Svizzera del Centro-Italia (Gran Sasso bei L’Aquila)

### Polen
1. Elbinger Schweiz, Wysoczyzna Elbląska (Elbinger Höhen)
2. Kaschubische Schweiz, 40 km SW von Danzig in der Kaschubei
3. Löwenberger Schweiz, bei Lwówek Śląski (Löwenberg) in Niederschlesien
4. Masurische Schweiz, am Spirdingsee in Masuren
5. Pohlsche Schweiz[15] bei Kowary (Schmiedeberg) im Riesengebirge
6. Polnische Schweiz (Hohe Tatra)
7. Pommersche Schweiz, Pommerscher Landrücken, Pommern
8. Szwajcaria (Suwałki, Podlachien)

### Spanien
1. Era Soïssa Espanhola (Val d’Aran, Pyrenäen)
2. Spanische Schweiz (an der Costa Blanca)
3. Spanische Schweiz (Sierra Nevada bei Almería)
4. Suiza Española (Kantabrisches Gebirge, Asturien)

### Restliches Europa

#### Skandinavien
1. Sveitsi (Stadtteil in Hyvinkää, Finnland)
2. Dalarnas-Schweiz (am Siljan-See, Dalarna, Schweden)
3. Dänische Schweiz (am Öresund, Dänemark)
4. Lolländische Schweiz (bei Ravnsborg, Dänemark)

#### Baltikum
1. Oeselsche Schweiz (Insel Saaremaa, Estland)
2. Kurländische Schweiz bzw. Lettische Schweiz (Region rund um Talsi und Sabile in Lettland)
3. Livländische Schweiz (der Nationalpark Gauja nordöstlich von Riga, Lettland)
4. Litauische Schweiz (nahe der Memel im nördlichen Ostpreußen, auch Preußisch-Litauen)
5. Šveicarija (Dorf in der Gemeinde Jonava, Litauen)

#### Slowakei/Tschechien/Ungarn
1. Böhmische Schweiz (der tschechische Teil des Elbsandsteingebirges)
2. Bürgstein-Schwoikaer Schweiz (der tschechische Teil des Lausitzer Gebirges)
3. Daubaer Schweiz (Dubá in Tschechien)
4. Mährische Schweiz (in Tschechien)
5. Slowakische Schweiz (in der Hohen Tatra in der Slowakei)
6. Helvecia (Puszta von Bugac bei Kecskemét in Ungarn)

#### Südosteuropa
1. Moldauische Schweiz (Berg Ceahlău, Rumänien)
2. Transnistrische Schweiz (Kamenka Region in Transnistrien, Moldau)
3. Kleine Griechische Schweiz (Pindosgebirge, Griechenland)
4. Kleine Schweiz (Berg Athos, Griechenland)
5. Kroatische Schweiz (Kroatisches Hügelland Zagorje, Kroatien)
6. Zvicra (ehemaliges Dorf bei Leskovik, Albanien)[16]

#### Osteuropa
1. Kleine Schweiz (Tysowets in den ukrainischen Karpaten)
2. Nischni-Nowgoroder Schweiz, Park in Nischni Nowgorod, Russland
3. Osznagorrer Schweiz, ehemals in Ostpreußen, in der Nähe der Stadt Darkehmen (heute Osjorsk); heute Oblast Kaliningrad

### Amerika

#### USA
1. Little Switzerland (New Glarus in Wisconsin, USA)
2. Little Switzerland (Madison, Wisconsin)
3. Little Switzerland (in North Carolina)
4. Little Switzerland (Berge in Colorado)
5. New Switzerland (in Georgia)
6. New Switzerland (in Illinois)
7. New Switzerland (in Nashville)[17]
8. New Switzerland (in Hohenwald (Tennessee), Lewis County, Tennessee)[18]
9. Swiss Canyon (in Arizona)
10. Switzerland (St. John’s River, Florida)
11. Switzerland of Alaska (Valdez, Alaska)
12. Switzerland of America (Joseph, Oregon)
13. Switzerland of America (Ouray, Colorado)
14. Switzerland County (in Indiana)
15. Switzerland of America (Bezeichnung für den US-Bundesstaat New Hampshire)
16. Switzerland of America (Bezeichnung für die Gemeinde Jim Thorpe in Pennsylvania)

#### Kanada und Grönland
1. Grönländische Schweiz (in Grönland)
2. Kanadische Schweiz (Chicoutimi, Québec)
3. La Petite Suisse (Baie St-Paul-La Malbaie)
4. Swiss Bay (auf Baffin Island)
5. Swiss Lake (in Ontario)
6. Swiss Quaimuk (Etobicoke in Ontario)
7. Switzerland of Nova Scotia (Beau River im Annapolis Valley, Neuschottland)

#### Mittelamerika und Karibik
1. Canton Suisse (bei Morne Vert auf Martinique)
2. La Suisse (Haiti)
3. La Suiza (Honduras)
4. Mittelamerikanische Schweiz (Berge in Costa Rica)
5. Nueva Suiza (in der Provinz Chiriquí im Westen Panamas)
6. Nova Suíça I und II (in der Region Juayua, El Salvador)
7. Panamaische Schweiz (in der Provinz Chiriquí in Panama)
8. Salvadoranische Schweiz (Bergland La Palma, El Salvador)

#### Südamerika
1. Argentinische Schweiz (bei Bariloche östlich der Anden)
2. Chilenische Schweiz (auch: Kleiner Süden, bei Osorno westlich der Anden)
3. La Suiza (bei Caicedonia in Kolumbien)
4. Nueva Helvecia (westlich von Montevideo, Uruguay)
5. Nova Suíça (in Limeira, SP, Brasilien)
6. Nova Suíça (in Várzea Grande, MT Brasilien)
7. Suiça Brasileira (Brasilien)
8. Nueva Suiza (in der Provinz Buenos Aires, Argentinien)
9. Schwarzwald-Schweiz (bei Caracas in Venezuela)
10. Suiza (Nordbolivien, Bolivien)
11. Suiza (bei Pueblo Tapao in Kolumbien)
12. Suiza (bei Puerto Tejada in Kolumbien)
13. Suiza peruana (das Gebiet um Huaraz, Peru)

### Asien
1. Asiatische Schweiz, Bezeichnung für Bhutan
2. Indische Schweiz (der indische Bundesstaat Kaschmir)
3. Japanische Schweiz (Biwa-See, Japan)
4. Kasachische Schweiz (Landschaft zwischen Astana und Kökschetau, Kasachstan)
5. Kleine Schweiz (im Carmel-Nationalpark bei Haifa, Israel)
6. Koreanische Schweiz (Seoraksan, Südkorea)
7. Little Switzerland (Tobasee, Indonesien)
8. Little Switzerland (Yongpyong, Südkorea)
9. Mongolische Schweiz (der Gorchi-Tereldsch-Nationalpark nordöstlich von Ulaanbaatar, Mongolei)
10. Schweiz des Orients (Schweiz des Ostens), Bezeichnung für den prosperierenden Libanon vor dem Bürgerkrieg (Beirut als Genf des Orients)
11. Schweiz des Ostens (Bezeichnung für das Svattal, Pakistan)
12. Schweiz des Scheichs (Bezeichnung für Beirut, Libanon)
13. Sibirische Schweiz, Telezker See, Altai, Russland
14. Swiss Kecil (Sibaganding, Indonesien)
15. Swiss Mountains (Puncak, Indonesien)
16. Switzerland of Himachal Pradesh (der indische Bundesstaat Himachal Pradesh)
17. Switzerland of Japan/Nihon no Suisse (Suwa, Japan)
18. Switzerland of the Orient (Dali, China)
19. Usbekische Schweiz (Tien-Shan, Usbekistan)
20. Zentralasiatische Schweiz (Bezeichnung für Kirgisistan aufgrund dessen gebirgigen Landschaft)

### Afrika
1. Afrikanische Schweiz (Lesotho, ganzes Land)
2. Kamerunische Schweiz (Dorf Tugi, Kamerun)
3. Little Switzerland (bei Keetmanshoop, Namibia)
4. Little Switzerland (bei Harrismith in Südafrika)
5. Schweiz Schwarzafrikas (bei Abidjan, Elfenbeinküste)
6. Subtropische Schweiz (Lebombo-Kette, Eswatini)
7. Marokkanische Schweiz (Provinz Ifrane, Marokko)

### Ozeanien
1. Switzerland Ranges (in Victoria, Australien)
2. Heart of South Pacific Switzerland (Queenstown, Neuseeland)
3. Neuseeländische Schweiz (Neuseeländische Alpen, Neuseeland)
4. Schweiz des Pazifiks (Bezeichnung für ganz Neuseeland)

## Historische Namen
Verschiedene Gebiete hießen im Zusatz einmal Schweiz, haben inzwischen jedoch einen anderen Namen erhalten. Beispiele dafür sind:
1. New Helvetia (die vom Schweizer Johann August Sutter gegründete Stadt Sacramento, Kalifornien)
2. Tsingtauer Schweiz (das Perlgebirge bei Qingdao zur Zeit der deutschen Kolonie Kiautschou)

Historische Begriffsetablierungsversuche sind etwa:
1. Österreichische Schweiz (für das Salzkammergut, frühes 19. Jahrhundert)[19]